# 民意乡 (肇源县)
民意乡，是中华人民共和国黑龙江省大庆市肇源县下辖的一个乡镇级行政单位。

## 行政区划
民意乡下辖以下地区：
自主村、大庙村、公营子村、建国村、民意村和建民村。